# アジ化エチル
アジ化エチル(ethyl azide)は、急速加熱や衝撃に過敏な爆発性の化合物である。室温に温めても爆発する。熱して分解させると有毒なNOxガスを放出する。
目、呼吸器系、皮膚に対して刺激性を持つ。

## 用途
有機合成に用いられる。